# Institut national sur l'abus des drogues
 (juin 2025).
La mise en forme du texte ne suit pas les recommandations de Wikipédia : il faut le « wikifier ».
Les points d'amélioration suivants sont les cas les plus fréquents. Le détail des points à revoir est peut-être précisé sur la page de discussion.
- Les titres sont pré-formatés par le logiciel. Ils ne sont ni en capitales, ni en gras.
- Le texte ne doit pas être écrit en capitales (les noms de famille non plus), ni en gras, ni en italique, ni en « petit »…
- Le gras n'est utilisé que pour surligner le titre de l'article dans l'introduction, une seule fois.
- L'italique est rarement utilisé : mots en langue étrangère, titres d'œuvres, noms de bateaux, etc.
- Les citations ne sont pas en italique mais en corps de texte normal. Elles sont entourées par des guillemets français : « et ».
- Les listes à puces sont à éviter, des paragraphes rédigés étant largement préférés. Les tableaux sont à réserver à la présentation de données structurées (résultats, etc.).
- Les appels de note de bas de page (petits chiffres en exposant, introduits par l'outil «  Source ») sont à placer entre la fin de phrase et le point final[comme ça].
- Les liens internes (vers d'autres articles de Wikipédia) sont à choisir avec parcimonie. Créez des liens vers des articles approfondissant le sujet. Les termes génériques sans rapport avec le sujet sont à éviter, ainsi que les répétitions de liens vers un même terme.
- Les liens externes sont à placer uniquement dans une section « Liens externes », à la fin de l'article. Ces liens sont à choisir avec parcimonie suivant les règles définies. Si un lien sert de source à l'article, son insertion dans le texte est à faire par les notes de bas de page.
- La présentation des références doit suivre les conventions bibliographiques. Il est recommandé d'utiliser les modèles {{Ouvrage}}, {{Chapitre}}, {{Article}}, {{Lien web}} et/ou {{Bibliographie}}. Le mode d'édition visuel peut mettre en forme automatiquement les références.
- Insérer une infobox (cadre d'informations à droite) n'est pas obligatoire pour parachever la mise en page.

Pour une aide détaillée, merci de consulter Aide:Wikification.
Si vous pensez que ces points ont été résolus, vous pouvez retirer ce bandeau et améliorer la mise en forme d'un autre article.
Le National Institute on Drug Abuse ( NIDA ) est un institut de recherche du gouvernement fédéral des États-Unis dont la mission est de « faire progresser la science sur les causes et les conséquences de la consommation de drogues et de la toxicomanie et d'appliquer ces connaissances pour améliorer la santé individuelle et publique ».
L'institut a mené une étude approfondie sur la dépendance selon ses composantes biologiques, comportementales et sociales. Elle a également soutenu de nombreux traitements tels que les patchs et les gommes à la nicotine, et a mené des recherches sur le SIDA et d’autres maladies liées à la drogue. Son monopole sur l’approvisionnement en marijuana de qualité recherche s’est avéré controversé.

## Histoire
Les racines du NIDA remontent à 1935, lorsqu'un centre de recherche (nommé Addiction Research Center en 1948) a été créé à Lexington, dans le Kentucky, dans le cadre d'un hôpital USPHS. Le Drug Abuse Warning Network (DAWN) et l'Enquête nationale sur l'abus de drogues auprès des ménages (NHSDA) ont été créés en 1972. En 1974, la NIDA a été créée dans le cadre de l' Administration de l'alcool, de la toxicomanie et de la santé mentale et s'est vu confier l'autorité sur les programmes DAWN et NHSDA. L' enquête Monitoring the Future, qui interroge les élèves de terminale, a été lancée en 1975 ; en 1991, elle a été élargie pour inclure les élèves de 8e et 10e année.
En octobre 1992, le NIDA est devenu une partie des National Institutes of Health (NIH), du ministère de la Santé et des Services sociaux des États-Unis. À cette époque, la responsabilité des programmes DAWN et NHSDA a été transférée à la Substance Abuse and Mental Health Services Administration (SAMHSA). Le NIDA est organisé en divisions et en bureaux, chacun d’entre eux étant impliqué dans des programmes de recherche sur la toxicomanie. Nora Volkow, MD, est directrice du NIDA depuis 2003.
Selon le NIH :
 L'une des réalisations les plus importantes du NIDA a été l'utilisation de la science pour clarifier les concepts centraux dans le domaine de l'abus de drogues. Lorsque le NIDA a débuté, les approches correctes en matière de politique et de traitement des drogues étaient souvent considérées comme dépendantes de la détermination si une drogue particulière était "physiquement addictive" ou seulement "psychologiquement addictive". Nous savons maintenant que la dépendance a des composantes biologiques, comportementales et sociales. Elle est mieux définie comme un trouble cérébral chronique et récurrent, caractérisé par un besoin irrépressible et souvent incontrôlable de drogues, de recherche et d'usage, même face à des conséquences négatives sur la santé et la vie sociale. Les recherches soutenues par le NIDA ont également montré que cette compulsion résulte d'effets spécifiques des drogues sur le cerveau. Cette définition ouvre la voie à des stratégies larges et à des approches communes pour toutes les dépendances aux drogues.
La dichotomie entre dépendance physique et dépendance psychologique se reflète dans les critères de classification des drogues de la Loi sur les substances contrôlées. L'inscription au Tableau III, par exemple, nécessite la constatation que « l'abus de la drogue ou de l'autre substance peut entraîner une dépendance physique modérée ou faible ou une forte dépendance psychologique ». Le point de vue défendu par l'ancien directeur du NIDA, Alan I. Leshner, qui met davantage l'accent sur l'aspect « compulsif et incontrôlable » de la consommation addictive de drogues que sur les symptômes physiques de sevrage, explique la différence de traitement de la morphine et du cannabis par le NIDA. La morphine crée une dépendance physique, et les consommateurs d'héroïne et d'autres drogues dérivées des opiacés deviennent physiquement et psychologiquement dépendants de l'effet des opiacés, ce qui les pousse à rechercher la drogue et à accomplir des actes auxquels ils ne se livreraient pas normalement (comme échanger des drogues contre des actes sexuels ou partager des aiguilles avec un autre consommateur)[réf. nécessaire]. En revanche, la marijuana ne crée pas de dépendance physique, même si certains consommateurs deviennent psychologiquement dépendants de la drogue. Jon Gettman et d'autres partisans du retrait du cannabis de l'annexe I de la loi sur les substances contrôlées ont remis en question la légalité de fonder les décisions de classification sur de telles considérations plutôt que sur la dépendance physique et les dommages physiques ; Gettman a déclaré : « Si le gouvernement fédéral veut garder la marijuana dans l'annexe 1, ou s'il croit que placer la marijuana dans l'annexe 2 est une politique viable, alors nous allons contre-interroger sous serment et sous peine de parjure chaque fonctionnaire et scientifique du HHS qui prétend que la consommation de marijuana est aussi dangereuse que la consommation de cocaïne ou d'héroïne. » Le point de vue du NIDA est soutenu par le fait que la CSA énumère non seulement la dépendance physique, mais aussi « l'historique et le modèle actuel d'abus » et « l'étendue, la durée et l'importance de l'abus » parmi les facteurs à prendre en compte dans la classification des drogues. En effet, le maintien du cannabis dans la liste I est en partie dû aux conclusions de la FDA, de la SAMHSA et de la NIDA dans ces domaines. Le document du 17 janvier 2001 intitulé Basis for the Recommendation for Maintaining Marijuana in Schedule I of the Controlled Substances Act cite spécifiquement l'enquête nationale sur l'abus de drogues auprès des ménages de la SAMHSA, l'enquête Monitoring the Future de la NIDA, le Drug Abuse Warning Network de la SAMHSA et les données du Community Epidemiology Work Group de la NIDA,.
La NIDA a soutenu de nombreux traitements contre la toxicomanie. Des études financées par le NIDA ont conduit à l’utilisation de patchs et de gommes à la nicotine pour le traitement de la dépendance à la nicotine. Les scientifiques du NIDA ont également développé le LAAM, qui est utilisé pour le traitement de la dépendance à l’héroïne. D’autres traitements qui ont fait l’objet de recherches du NIDA comprennent la naltrexone et la buprénorphine. La NIDA déclare : « Selon des estimations prudentes, chaque dollar dépensé pour lutter contre la toxicomanie permet à la société d'économiser entre 4 et 7 dollars en frais de justice pénale et de soins de santé », ce qui souligne la nécessité de consacrer des fonds à des programmes efficaces de prévention et de traitement fondés sur des preuves, plutôt qu'à des sanctions pénales qui n'ont pas d'impact sur la consommation de drogues.
Le NIDA a également mené des recherches sur les maladies associées à la consommation de drogues, telles que le SIDA et l’hépatite. La NIDA considère le traitement médicamenteux comme un moyen de modifier les comportements à risque tels que les rapports sexuels non protégés et le partage d’aiguilles. Le NIDA a également financé des études portant sur la réduction des risques. Une étude financée par le NIDA sur les femmes enceintes consommatrices de drogues a révélé que « les professionnels de la recherche et du traitement doivent apprendre à se contenter de moins, car insister sur l'abstinence totale risque d'aggraver le problème. » Cette étude a été menée par Marsha Rosenbaum du Lindesmith Center, une organisation qui critique les politiques fédérales en matière de drogues.
Dans les années 1990, le NIDA a financé des recherches menées par John W. Huffman, qui visaient à créer un médicament ciblant les récepteurs endocannabinoïdes du corps. Cela a abouti à la découverte d' une variété de substances qui sont maintenant vendues sous les noms de Spice, K2, etc.
En 2006, la NIDA a reçu un budget annuel de 1,01 milliard de dollars. Le gouvernement américain affirme que le NIDA finance plus de 85 % de la recherche mondiale sur les aspects sanitaires de la toxicomanie et de la dépendance.

## Anciens directeurs
Anciens administrateurs de 1973 à aujourd'hui:
| Portrait | Directeur                          | A pris ses fonctions | A quitté le bureau |
| -------- | ---------------------------------- | -------------------- | ------------------ |
|          | Robert DuPont                      | 1973                 | 1978               |
|          | William Pollin                     | 1979                 | 1985               |
|          | Charles R. Schuster                | 1986                 | 1992               |
|          | Richard A. Millstein (par intérim) | 1992                 | 1994               |
|          | Alan I. Leshner                    | 1994                 | 2001               |
|          | Glen R. Hanson (par intérim)       | 2001                 | 2003               |
|          | Nora Volkow                        | 15 avril 2003        | Présent            |

## Publications

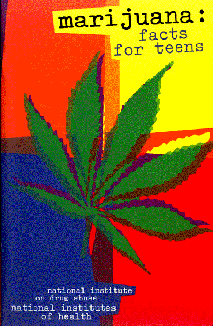
Une brochure éducative du NIDA

NIDA Notes est un bulletin d’information bimestriel publié depuis 1985. Son champ d’action couvre la recherche sur la toxicomanie dans les domaines du traitement et de la prévention, de l’épidémiologie, des neurosciences, des sciences du comportement, des services de santé et du sida. Les études financées par le NIDA sont également publiées dans d’autres revues. La NIDA publie également du matériel pédagogique visant à fournir des informations pertinentes aux adolescents qui prendront des décisions en matière de consommation de drogues et aux parents. Cette littérature a parfois été utilisée par les défenseurs de la légalisation pour faire valoir leurs arguments, un exemple étant l'aveu de la NIDA selon lequel « de nombreux jeunes qui consomment de la marijuana ne consomment pas d'autres drogues par la suite »,.

## Recherche controversée
La toxicomanie, en plus d’être un domaine de recherche scientifique, est également un sujet majeur de débat de politique publique. En conséquence, les élus ont parfois tenté de façonner le débat en introduisant des lois faisant référence aux recherches du NIDA. En 2004, le député Mark Souder a présenté la loi sur la sécurité et l'efficacité des médicaments, appelant à une « méta-analyse des données existantes sur le cannabis médical ». Cette loi a été critiquée pour sa limitation au cannabis fumé (plutôt qu'aux vaporisateurs et autres méthodes d'ingestion) et pour ne nécessiter aucune nouvelle recherche. Dans certains cas, la NIDA a tenu bon lorsque ses positions plus modérées ont été remises en question par des législateurs favorables à une approche plus dure. Le 27 avril 2004, Souder a envoyé au directeur du NIH, Elias A. Zerhouni, une lettre critiquant les programmes d'échange de seringues, accusés d'être à l'origine d'une augmentation des taux d'infection. La Coalition pour la réduction des risques a répondu à ses préoccupations et la directrice du NIDA, Nora Volkow, a écrit une lettre indiquant :
 Bien qu'il ne soit pas faisable de mener un essai aléatoire contrôlé sur l'efficacité des programmes d'échange d'aiguilles ou de seringues (PEA/PES) pour réduire l'incidence du VIH, la majorité des études ont montré que les PEA/PES sont fortement associés à une réduction de la propagation du VIH lorsqu'ils sont utilisés comme composante d'une approche globale de prévention du VIH. Les PEA/PES augmentent la disponibilité des seringues stériles et d'autres équipements d'injection, et pour les participants à l'échange, cela diminue la proportion d'aiguilles en circulation qui sont contaminées. Cette fraction plus faible d'aiguilles contaminées réduit le risque d'injection avec une aiguille contaminée et diminue le risque de transmission du VIH. En plus de réduire le nombre d'aiguilles contaminées par le VIH en circulation grâce à l'échange physique de seringues, la plupart des PEA/PES font partie d'un effort global de prévention du VIH qui peut inclure l'éducation à la réduction des risques et l'orientation vers des traitements contre la toxicomanie, des services d'emploi ou d'autres services sociaux, et ces interventions peuvent être responsables d'une part significative de l'efficacité globale des PEA/PES. Les PEA/PES offrent également l'opportunité de toucher des populations qui sont souvent difficiles à impliquer dans le traitement.
Le NIDA continuera à travailler avec les communautés de recherche et les diverses parties prenantes pour s'assurer que les résultats de la recherche concernant les PEA/PES sont présentés d'une manière cohérente avec l'état actuel de la science. Je tiens à vous remercier une fois de plus pour votre intérêt et votre rôle dans la réduction du fardeau sanitaire de ces maladies pour les citoyens de notre Nation
DAWN, ou Drug Abuse Warning Network, est un programme visant à recueillir des statistiques sur la fréquence des mentions aux urgences de l'utilisation de différents types de drogues. Cette information est largement citée par les responsables de la politique en matière de drogues, qui ont parfois confondu les épisodes liés à la drogue (visites aux urgences provoquées par la drogue) avec des mentions de drogue. Le ministère de la Justice du Wisconsin a affirmé : « Dans le Wisconsin, les visites aux urgences pour overdose de marijuana sont équivalentes à celles pour héroïne ou morphine, soit deux fois plus fréquentes que pour le Valium. » Common Sense for Drug Policy a qualifié cette situation de distorsion, soulignant : « Le rapport fédéral DAWN lui-même souligne que les signalements de marijuana ne signifient pas que les personnes se rendent à l'hôpital pour une overdose de marijuana, mais seulement que les personnes se rendant à l'hôpital pour une overdose de drogue mentionnent la marijuana comme une drogue qu'elles consomment. »
L' enquête nationale sur la consommation de drogues et la santé est une étude annuelle des habitudes de consommation de drogues aux États-Unis. Selon le NIDA, « la méthode de collecte de données consiste en des entretiens en personne menés auprès d'un échantillon de personnes à leur domicile. L'ACASI offre un moyen hautement privé et confidentiel de répondre aux questions afin d'accroître le niveau de déclaration honnête de la consommation de drogues illicites et d'autres comportements sensibles. » Soixante-huit mille personnes ont été interrogées en 2003, avec un taux de réponse pondéré de 73 %. Comme DAWN, l’enquête suscite souvent des critiques en raison de la manière dont les données sont utilisées par les responsables de la politique en matière de drogues. Rob Kampia du Marijuana Policy Project a déclaré dans un communiqué de presse du 5 septembre 2002,
Le gouvernement américain arrive exactement à la même conclusion, que la consommation de drogues soit en hausse, en baisse ou stable. Si la consommation augmente, il dit : « Nous sommes face à une urgence en matière d'abus de drogues ; nous devons sévir plus durement. » Si la consommation diminue, il dit : « Notre stratégie fonctionne ; nous devons sévir plus durement. » Un cynique pourrait penser qu'ils avaient pris leur décision avant même de regarder les données.
La littérature du NIDA et les recherches du National Institute of Mental Health (NIMH) se contredisent fréquemment. Par exemple, dans les années 1980 et 1990, les chercheurs du NIMH ont découvert que la dopamine ne joue qu’un rôle marginal dans les effets psychoactifs de la marijuana. Des années plus tard, cependant, les supports pédagogiques du NIDA ont continué à mettre en garde contre le danger de la dépendance à la marijuana liée à la dopamine. La NIDA semble revenir sur ces affirmations concernant la dopamine, ajoutant des clauses de non-responsabilité à ses dossiers pédagogiques indiquant que l'interaction du THC avec le système de récompense n'est pas entièrement comprise.
Le NIDA a également financé les recherches de John W. Huffman, qui a été le premier à synthétiser de nombreux nouveaux cannabinoïdes. Ces composés sont désormais vendus dans le monde entier sous forme de composés purs ou mélangés à des plantes appelées épices . Le fait que la NIDA ait autorisé et financé la synthèse de ces nouveaux cannabinoïdes sans recommander de recherche sur la consommation humaine est un sujet de préoccupation, d'autant plus que certaines de ces substances JWH ont récemment été inscrites à l'annexe I de la loi sur les substances contrôlées par le biais d'une législation d'urgence.

## Monopole de la marijuana médicale
Aux États-Unis, la NIDA détient un monopole gouvernemental sur la production de marijuana médicale à des fins de recherche. Dans le passé, l’institut a refusé de fournir de la marijuana aux chercheurs qui avaient obtenu tous les autres permis fédéraux nécessaires. Les chercheurs et les militants du cannabis médical affirment que la NIDA, qui n’est pas censée être un organisme de réglementation, n’a pas l’autorité de réglementer efficacement qui peut ou non faire des recherches sur le cannabis médical. Jag Davies de l'Association multidisciplinaire pour les études psychédéliques (MAPS) écrit dans le Bulletin MAPS:
 Actuellement, le National Institute on Drug Abuse (NIDA) détient un monopole sur l'approvisionnement en marijuana de qualité recherche, mais aucune autre drogue de l'Annexe I, qui peut être utilisée dans la recherche approuvée par la FDA. Le NIDA utilise son pouvoir monopolistique pour entraver la recherche qui entre en conflit avec ses intérêts acquis. MAPS a vu deux de ses protocoles de marijuana médicale approuvés par la FDA rejetés par le NIDA, empêchant la réalisation des études. MAPS tente également sans succès depuis près de quatre ans d'acheter 10 grammes de marijuana auprès du NIDA pour la recherche sur les constituants de la vapeur des vaporisateurs de marijuana, une méthode d'administration de drogue sans fumée qui a déjà été utilisée dans une étude humaine approuvée par la FDA.
La NIDA administre un contrat avec l'Université du Mississippi pour cultiver la seule culture légale de cannabis du pays à des fins médicales et de recherche, y compris le programme Compassionate Investigational New Drug. Un article de Fast Company a souligné : « D'après les preuves photographiques, la concoction de graines, de tiges et de feuilles de NIDA ressemble plus à de la ronce de chat séchée qu'à du cannabis. » Un article de Mother Jones décrit leur récolte comme « du cannabis brun, chargé de tiges et de graines, de faible puissance – ce qu'on appelle dans la rue « schwag ». » La loi fédérale des États-Unis enregistre actuellement le cannabis comme une drogue de l’annexe I. Les chercheurs sur la marijuana médicale préfèrent généralement utiliser de la marijuana à haute puissance, mais le Conseil consultatif national sur l'abus des drogues du NIDA s'est montré réticent à fournir du cannabis avec des niveaux élevés de THC, invoquant des problèmes de sécurité:
 La plupart des études cliniques ont été menées en utilisant des cigarettes de cannabis avec une puissance de 2 à 4 % de THC. Cependant, il est prévu qu'il y aura des demandes pour des cigarettes de cannabis avec une puissance plus élevée ou avec d'autres mélanges de cannabinoïdes. Par exemple, le NIDA a reçu une demande pour des cigarettes avec une puissance de 8 %. Le sous-comité note que très peu d'informations sont disponibles concernant la pharmacologie clinique de cette puissance plus élevée. Ainsi, bien que la recherche du NIDA ait fourni un vaste corpus de littérature lié à la pharmacologie clinique du cannabis, des recherches sont encore nécessaires pour établir la sécurité des nouvelles formes posologiques et des nouvelles formulations.
S'exprimant devant le Conseil consultatif national sur l'abus des drogues, Rob Kampia du Marijuana Policy Project a critiqué le NIDA pour avoir refusé de fournir au chercheur Donald Abrams de la marijuana pour ses études, déclarant qu'« après neuf mois de retard, Leshner a rejeté la demande de marijuana d'Abrams, pour ce que nous pensons être des motifs politiques selon lesquels le protocole approuvé par la FDA est inadéquat. » 
En mai 2006, le Boston Globe rapportait que:
 "D'un autre côté, il n'est pas dans la description de poste du NIDA – ni même, peut-être, dans les intérêts du NIDA – de cultiver une récolte de marijuana de classe mondiale. La directrice de l'institut, Nora Volkow, a souligné que "la mission du NIDA n'est pas d'étudier l'usage médicinal de la marijuana ou de plaider pour la création d'installations pour soutenir cette recherche." Étant donné que la mission déclarée du NIDA « est de diriger la Nation en mettant la puissance de la science au service de l'abus de drogues et de la dépendance », la recherche sur la marijuana financée par le gouvernement fédéral penchera logiquement vers les méfaits potentiels, et non les bienfaits, du cannabis."

## Les singes de Ricaurte
Le NIDA a été critiqué pour avoir continué à financer George Ricaurte, qui a mené en 2002 une étude largement présentée comme prouvant que la MDMA (ecstasy) provoquait une neurotoxicité dopaminergique chez les singes. Son article « Neurotoxicité dopaminergique sévère chez les primates après un régime de dose récréatif commun de MDMA (« Ecstasy ») » dans Science a été rétracté plus tard après qu'il soit devenu clair que les singes avaient en fait été injectés non pas avec de la MDMA, mais avec des doses extrêmement élevées de méthamphétamine. Une demande FOIA a ensuite été déposée par MAPS pour en savoir plus sur la recherche et l'implication de la NIDA dans celle-ci,.
 Alan Leshner, éditeur de Science et ancien directeur du National Institute on Drug Abuse (NIDA), a été critiqué pour avoir soutenu l'étude bâclée au moment de sa publication. Leshner a pourtant aidé le NIDA à obtenir des fonds : le budget du NIDA pour la recherche sur l'Ecstasy a plus que quadruplé au cours des cinq dernières années, passant de 3,4 millions de dollars à 15,8 millions de dollars ; l'agence finance 85 % de la recherche mondiale sur l'abus de drogues. En 2001, Leshner a témoigné devant une sous-commission du Sénat sur « L'abus et le contrôle de l'Ecstasy » ; les critiques affirment que Leshner a manipulé des scanners cérébraux d'une étude de 2000 menée par le Dr Linda Chang, qui ne montrait aucune différence entre les consommateurs d'Ecstasy et les sujets témoins. Mais le NIDA insiste sur son indépendance vis-à-vis des pressions politiques. « Nous ne fixons pas de politiques ; nous ne créons pas de lois », déclare Beverly Jackson, porte-parole de l'agence.

## Efficacité des campagnes publicitaires anti-marijuana

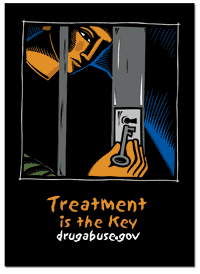
Carte d'art de traitement

En février 2005, Westat, une société de recherche engagée par le NIDA et financée par le Bureau de la politique nationale de contrôle des drogues de la Maison Blanche, a rendu compte de son étude de cinq ans sur les campagnes publicitaires gouvernementales visant à dissuader les adolescents de consommer de la marijuana, campagnes qui ont coûté plus d'un milliard de dollars entre 1998 et 2004. L'étude a révélé que les publicités n'avaient pas fonctionné : « une plus grande exposition à la campagne était associée à un affaiblissement des normes antidrogue et à une augmentation de la perception que d'autres consomment de la marijuana. » Les dirigeants de la NIDA et le bureau antidrogue de la Maison Blanche n'ont pas publié le rapport Westat pendant un an et demi. La NIDA a daté le rapport de Westat comme étant « livré » en juin 2006. En fait, elle a été rendue publique en février 2005, selon le Government Accountability Office, l’agence fédérale de surveillance chargée d’examiner l’étude.

## Enquêtes du Bureau de l'inspecteur général (OIG) sur les partenariats commerciaux de la NIDA
Le 26 octobre 2011, l'OIG a publié les résultats d'un audit d'un contrat entre le National Institute on Drug Abuse (NIDA) et Charles River Laboratories, Inc., qui stipule en partie:
Notre examen a révélé que, au cours des exercices 2007 à 2009, le National Institute on Drug Abuse (NIDA) des NIH n'a pas respecté les exigences de temps et de montant spécifiées dans les lois d'affectation de crédits lors de l'administration du contrat HHSN271-2007-00009C (le Contrat) avec Charles River Laboratories, Inc.
Le NIDA a violé à la fois la règle des besoins légitimes (bona fide needs rule) et l'Antideficiency Act en engageant des fonds avant une affectation de crédits. L'action contractuelle initiale n'a engagé des fonds que pour la première année de programme (du 9 juillet 2007 au 8 juillet 2008). Cependant, le NIDA a modifié le contrat à deux reprises pour engager des fonds de l'exercice 2007 jusqu'au 8 juillet 2010 et au 1er mai 2011, respectivement. Étant donné que le Contrat portait sur des services divisibles, le NIDA n'aurait dû engager que les fonds de l'exercice 2007 nécessaires pour la première année de programme.
De plus, le NIDA a violé la règle des besoins légitimes en engageant plus de fonds qu'il n'en avait besoin pour la première année de programme et en utilisant ces fonds pour payer des coûts encourus après la première année de programme. En utilisant les estimations d'années de programme fournies dans le Contrat comme preuve du besoin légitime, le NIDA doit résoudre ces violations en désengageant 14,9 millions de dollars (20,2 millions de dollars moins 5,3 millions de dollars) de fonds de l'exercice 2007 qui ont été engagés au-delà du besoin légitime de l'agence pour la première année de programme, et en engageant les fonds appropriés de l'exercice pour les années de programme pendant lesquelles les services ont été fournis. Si le NIDA ne dispose pas de fonds suffisants pour l'exercice, il violera également l'Antideficiency Act pour ces exercices.
De plus, bien que le NIDA ait estimé qu'il aurait besoin de 5,3 millions de dollars pour la première année de programme et de 5,2 millions de dollars pour la deuxième année de programme, au moment de notre audit, il n'avait dépensé que 5,0 millions de dollars et 4,4 millions de dollars pour les années de programme 1 et 2, respectivement. Le NIDA ne peut pas utiliser les fonds restants pour les coûts encourus au cours des années de programme ultérieures. Le NIDA devra plutôt désengager 0,3 million de dollars supplémentaires (5,3 millions de dollars moins 5,0 millions de dollars) des crédits de l'exercice 2007 et 0,8 million de dollars (5,2 millions de dollars moins 4,4 millions de dollars) des crédits de l'exercice 2008 s'il est déterminé qu'ils ne sont plus nécessaires pendant leur période de disponibilité.
Notre audit a également déterminé que le Bureau de la gestion financière des NIH a payé par erreur une facture de 111 000 $ en vertu du Contrat. Le NIDA a financé le Contrat conformément aux exigences de finalité des lois d'affectation de crédits.
Nous avons recommandé que le NIDA :
1.Enregistre l'obligation correcte pour chaque année de programme par rapport aux crédits de l'exercice approprié,
2.Enregistre les dépenses pour chaque année de programme par rapport aux crédits de l'exercice approprié,
3.Signale une violation de l'Antideficiency Act pour avoir dépensé des fonds de l'exercice 2007 avant une affectation de crédits,
4.Signale une violation de l'Antideficiency Act si les fonds suffisants pour l'exercice 2009 et les années suivantes ne sont pas disponibles pour couvrir les obligations des années de programme ultérieures,
5.Restitue les fonds qui n'étaient pas nécessaires pour les années de programme 1 et 2, et
6.Annule la dépense au Contrat pour le paiement erroné de 111 000 $ et débite le contrat correct en conséquence.
Dans les commentaires écrits sur notre projet de rapport, les NIH ont approuvé les conclusions et ont convenu que le Contrat est divisible et aurait dû être financé avec le crédit qui était en vigueur lorsque les services ont été exécutés. Les NIH ont déclaré que le HHS signalerait la violation de l'Antideficiency Act et ont indiqué que le Bureau de la gestion financière des NIH avait corrigé la facture payée par erreur en annulant le paiement de 111 000 $.